# NGC 2440
NGC 2440 ist die Bezeichnung eines planetarischen Nebels im Sternbild Puppis. NGC 2440 hat eine Winkelausdehnung von rund 1,32 Bogenminuten und eine Helligkeit von 9,4 mag. Sein Zentralstern, ein Weißer Zwerg, ist mit knapp 200.000 K Oberflächentemperatur der heißeste bekannte Stern und leuchtet im sichtbaren Licht mit einer scheinbaren Helligkeit von 17,7 mag. Seine absolute Leuchtkraft übertrifft die unserer Sonne um das 250-fache.
Die von diesem Zentralstern ausgestoßenen Gaswolken zeigen zwei sehr unterschiedliche Regionen, die offensichtlich in verschiedenen Zeiträumen entstanden sind: eine helle innere Region mit zwei ausgeprägten Helligkeitsschwerpunkten, daher der gelegentlich verwendete Name Insektennebel, und einen deutlich lichtschwächeren äußeren Bereich mit weit größerer Ausdehnung. Die Entfernung des NGC 2440 zu unserem Sonnensystem wird allgemein auf 1600 Lichtjahre geschätzt.
Der planetarische Nebel NGC 2440 wurde am 4. März 1790 von dem deutsch-britischen Astronomen Wilhelm Herschel entdeckt.

## Visuelle Beobachtung

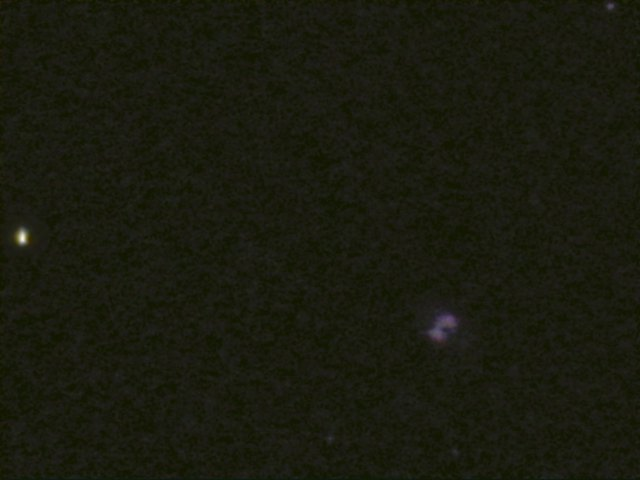
NGC 2440, aufgenommen mit einer ToUcam an einem 10" SCT mit 2,5 m Brennweite

NGC 2440 gehört zu den visuell helleren Planetarischen Nebeln, gerade noch hell genug, um ihn auch mit einer handelsüblichen Webcam an einem mittelgroßen Instrument abzulichten (Aufnahme links). Das Auffinden ist recht einfach: Knapp 9° nördlich befindet sich das 3,9 mag helle Sternchen α Monocerotis im Einhorn. Auf halbem Wege zu NGC 2440, in genau südliche Richtung, kommt man zwangsläufig an NGC 2438, einem weiteren Planetarischen Nebel, vorbei.
Im Okular eines mittelgroßen Instruments um 8" Öffnung zeigt sich NGC 2440 bei ca. 260-facher Vergrößerung als kleines, blasses und diffuses Nebelchen, dessen Form eher an ein Gummibärchen erinnert.